# Another Part of the Forest
Another Part of the Forest (bra: No Caminho da Vida) é um filme de drama estadunidense de 1948 dirigido por Michael Gordon e estrelado por Fredric March. O roteiro de Vladimir Pozner é baseado na peça homônima de 1946 de Lillian Hellman, que foi uma prequela de As pequenas raposas de 1939.(19 de maio de 1948).

## Elenco
- Fredric March como Marcus Hubbard
- Florence Eldridge como Lavinia Hubbard
- Dan Duryea como Oscar Hubbard
- Edmond O'Brien como Benjamin "Ben" Hubbard
- Ann Blyth como Regina Hubbard
- John Dall como John Bagtry
- Betsy Blair como Birdie Bagtry
- Dona Drake como Laurette Sincee
- Fritz Leiber como Coronel Isham
- Whit Bissell como Jugger
- Don Beddoe como Penniman
- Wilton Graff como Sam Taylor
- Virginia Farmer como Clara Bagtry
- Libby Taylor como Coralee
- Smoki Whitfield como Jake
- Rex Lease como Josh (sem créditos)